# Municipio de Union Grove (Illinois)
El municipio de Union Grove (en inglés: Union Grove Township) es un municipio ubicado en el condado de Whiteside en el estado estadounidense de Illinois. En el año 2010 tenía una población de 1244 habitantes y una densidad poblacional de 13,69 personas por km².

## Geografía
El municipio de Union Grove se encuentra ubicado en las coordenadas 41°48′3″N 90°2′7″O / 41.80083, -90.03528. Según la Oficina del Censo de los Estados Unidos, el municipio tiene una superficie total de 90.89 km², de la cual 90,89 km² corresponden a tierra firme y (0 %) 0 km² es agua.

## Demografía
Según el censo de 2010, había 1244 personas residiendo en el municipio de Union Grove. La densidad de población era de 13,69 hab./km². De los 1244 habitantes, el municipio de Union Grove estaba compuesto por el 98,07 % blancos, el 0,16 % eran afroamericanos, el 0,16 % eran amerindios, el 0,16 % eran asiáticos, el 0,8 % eran de otras razas y el 0,64 % eran de una mezcla de razas. Del total de la población el 1,69 % eran hispanos o latinos de cualquier raza.